# Vânătările Ponorului
Vânătările Ponorului  este o rezervație complexă, clasificată de speologul Viorel Ludușan ca poljie, poate singura formă de relief de acest fel din România. 

## Localizare
Rezervația Vânătarile Ponorului este situată la marginea sud-vestică a culmii calcaroase Bedeleu din Munții Trascăului la confluența văilor Ponorului, Poienii si Seacă. Administrativ este împărțită între satul Vale în Jos, comuna Ponor și satul Dumești, comuna Sălciua, județul Alba.

## Căi de acces
Pe drumul județean DJ 107 Aiud-Ponor-Mogoș prin localitățile Râmeț-Valea Poienii-Brădești-Vale în Jos sau pe drumul comunal DC 104 din Sălciua de Jos, Sub Piatră spre satele Valea în Jos sau Valea Poienii. Ultima variantă, noul drum din Sălciua prin Dumești ce duce la marginea nordică a rezervației.

## Vânătările Ponorului ca poljie
Poljie, este un termen care denumește un relief exocarstic, depresiune largă drenată subteran cu un fund plat pe care curge permanent sau temporar o rețea de ape. La ploi puternice apa nu poate fi drenată rapid și se formează un lac temporar. Este cuvânt sloven și înseamnă câmpie.
Rezervația Vânătările Ponorului îndeplinește toate condițiile ca să fie denumită poljie. Este o depresiune largă de peste 150 km² bine populată (satele Vale în Jos, Brădești, Valea Poienii). Este drenată subteran, cele trei pâraie care se unesc aici se pierd în masivul calcaros și îl strabat prin peștera Huda lui Papară. Are fundul relativ plat pe care curge permanent o rețea de ape. La ploi puternice apa nu poate fi drenată rapid fie din cauza debitului mare, fie din cauza colmatării ponorului cu materiale aduse de apă, lemne sau căpițe de fân. Lacul temporar ce se formează sparge în cele din urmă barajul format și debitul mare de apă produce dese inundații în Huda lui Paparâ și pe Valea Morilor. Acest fenomen ciudat nu a putut fi explicat în trecut și a dat naștere legendelor cu șolomani, balauri gigantici care locuiesc în Huda lui Papară. Acești șolomani se scaldă în lacurile peșterii și apa ce deversează produce inundatii. S-a născut chiar și o meserie în acest sens, solomonari, bărbați curajoși care intrau în peșteră în căutarea și alungarea șolomanilor.

## Toponomie
Peretele înalt de calcar din partea estică de culoare alb-gri e brazdat de dungi de culoare vânătă lăsate de scurgerea apelor de precipitații. Aceste dungi vinete au dat locului denumirea de Vânătările Ponorului.   

## Descriere
Partea cea mai interesantă din poljie, declarată rezervație naturală este zona ponorului în suprafață de 5 ha. Valea Ponorului și Valea Seacă ce curg dinspre SV se unesc cu 200 metri înainte de a intra în ponor. Pe acestă distanță ele formează o scurtă dar spectaculosă cheie, Cheile Vânătării. În peretele stâng al cheii, apa a dizolvat o diaclază paralelă cu valea, formând o peșteră plină de septe de dizolvare și eroziune, marmite, colmatată parțial cu aluviuni și lemne. Denumită Peștera Mică de la Vânătarea a fost descoperită, explorată și cartată in 1980 de Viorel Ludușan. În peretele de calcar sub care se pierd apele, la câțiva metri înălțime se deschide gura mare a Peșterii Dâlbina, peșteră fosilă formată dintr-o singură sală de mari dimensiuni lipsită de formațiuni spectaculoase.
Valea Poienii curge de la sud la nord și se aruncă în gol peste peretele înalt de calcar formând o spectaculosă cascada de 25 m (Cascada Dâlbina). În amonte de această cascadă, speologii de la clubul "Emilian Cristea" Alba Iulia au descoperit, explorat si cartat în 1986-88 un aven de 106 m adâncime, spectaculos dar deosebit de periculos (Avenul din Taul Moriii). Tot în peretele cascadei speologii de la Polaris Blaj au descoperit un aven de 26 m adâncime în fundul caruia un lac plin cu bușteni împiedică înaintarea (Avenul de la Vanatare).

## Geologie
Rezervația este formată din calcare masive de vârstă jurasic superioară. La vest și est se întâlnesc conglomerate, gresii, marne și marnocalcare cretacice (straturi de Brădesti), în vest interpunându-se o fâsie de bazalte mezozoice.

## Suprafață
5 hectare.

## Galerie de imagini

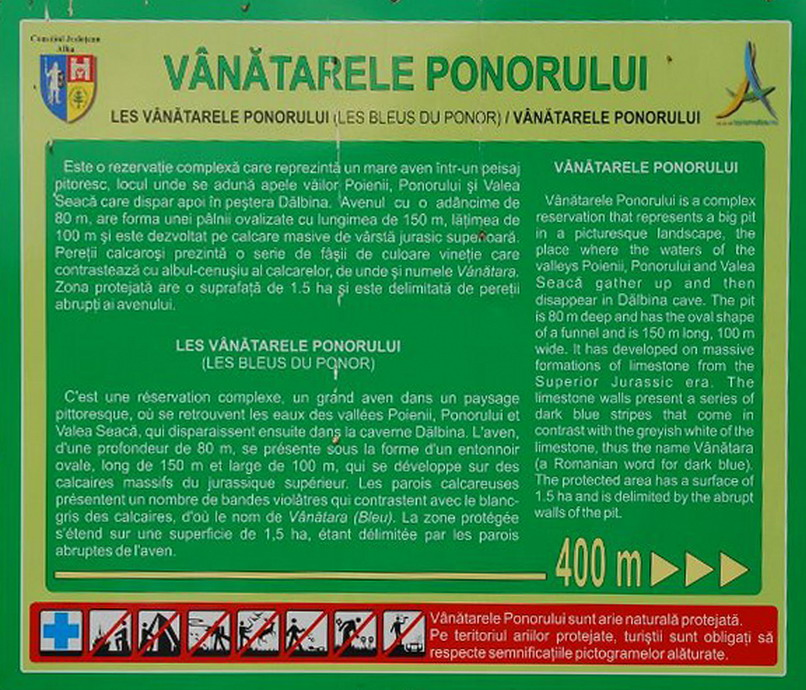
Panou informativ